# Аромънул (1910 – 1911)
Вижте пояснителната страница за други значения на Аромънул.
„Аромънул“ (на румънски: Aromânul, в превод Арумънецът) е седмичен вестник, издаван в Букурещ, Румъния от 13 юни 1910 до 10 април 1911 година.
Подзаглавието му е Национален орган на румънците на Балканския полуостров (organ naţional al românilor din Peninsula Balcanică). Издаван е от редакционен комитет без споменаване на имена.